# Bánov (Tschechien)
Bánov (deutsch Banow, älter auch Banau) ist eine Gemeinde in Tschechien. Sie liegt sechs Kilometer südöstlich von Uherský Brod und gehört zum Okres Uherské Hradiště.

## Geographie
Bánov liegt am westlichen Fuß der Weißen Karpaten. Durch den Ort verläuft die E 50, die südöstlich von Bánov über den Grenzübergang Starý Hrozenkov / Drietoma in die Slowakei führt.
Nachbarorte sind Nezdenice und Šumice im Norden, Komňa im Osten, Bystřice pod Lopeníkem im Südosten, Suchá Loz im Süden, Nivnice im Westen und Uherský Brod im Nordwesten.

## Geschichte
Die Besiedlung des zur historischen Provinz Lucká (Provincia Lucensis) in Grenznähe zum damaligen Ungarn gelegenen Ortes im Südosten Mährens erfolgte im 11. Jahrhundert. Bis zum 13. Jahrhundert war die Zugehörigkeit zwischen Ungarn und Böhmen umstritten. Die ursprüngliche Burg Bánov bestand vermutlich schon während der Zeit des Großmährischen Reiches. An ihrer Stelle wurde später eine neue Burg errichtet, die zeitweise, je nach Zugehörigkeit des Gebiets, im Besitz ungarischer oder böhmischer Adliger war. Erstmals erwähnt wurde sie in der Chronica Boemorum. In ihr wird mitgeteilt, dass wegen der Familienfehde des Königs Vratislav II. dessen Sohn Břetislav II. sich Ende des 11. Jahrhunderts in der Gegend von Bánov niederließ, auf die sowohl Ungarn als auch Böhmen Anspruch hatten. Nach dem Tod seines Vaters und einer kurzen Regierungszeit seines Onkels Konrad I. († 1092) kehrte Břetislav II. nach Prag zurück.
König Ottokar I. Přemysl schenkte Burg und Herrschaft Bánov vor 1230 dem witigonischen Familienzweig der Herren von Neuhaus. Nach 1230 trat Heinrich I. von Neuhaus mehrere Male als Zeuge in Urkunden des mährischen Markgrafen Přemysl auf. Für das Jahr 1294 ist Ulrich II. von Neuhaus als Besitzer der Burg Bánov belegt. Da Bánov und seine Umgebung nach wie vor eine strategische Bedeutung für die Landesverteidigung gegenüber Ungarn hatten, tauschte König Johann von Luxemburg 1339 Burg und Herrschaft Bánov 1339 mit Ulrich III. von Neuhaus gegen Burg und Herrschaft Teltsch sowie die benachbarte Burg Sternberg. Dadurch wurden Burg und Herrschaft Bánov landesherrlicher Besitz. Bereits vor den Hussitenkriegen bestand in Bánov eine Pfarrschule. Vermutlich während der Hussitenkriege oder erst im ungarisch-böhmischen Krieg 1464–1475 wurde die Burg Bánov zerstört und nicht wieder aufgebaut.
In der zweiten Hälfte des 16. Jahrhunderts besaßen Bánov die Tetour von Tetov. Unter Kunz Kaspar Tetour erhöhte Kaiser Maximilian II. 1570 in seiner Eigenschaft als König von Böhmen Bánov zu einem Städtchen und gewährte ihm gleichzeitig drei Jahrmärkte und einen Wochenmarkt. Johann Karl Graf Sérenyi verkaufte Bánov 1689 an Dominik Andreas I. von Kaunitz, der 1682–1686 als Diplomat in kaiserlichen Diensten am bayerischen Hof des Kurfürsten Max Emanuel stand. Er verband Bánov mit seiner Herrschaft Ungarisch Brod, mit der es bis zur Aufhebung der Patrimonialherrschaft verbunden blieb.
Zwischen 1936 und 1939 wurde die Straße von Ungarisch Brod über Bánov nach Trentschin ausgebaut.

## Gemeindegliederung
Für Bánov sind keine Ortsteile ausgewiesen. Zu Bánov gehört die Ansiedlung Jakubovec.

## Sehenswürdigkeiten
- Die Pfarrkirche St. Martin wurde Ende des 17. Jahrhunderts im Barockstil errichtet. Sie entstand an der Stelle eines Vorgängerbaus.
- Statue des hl. Nepomuk aus der zweiten Hälfte des 18. Jahrhunderts.